# Veracruz-Zaunkönig
Der Veracruz-Zaunkönig (Campylorhynchus rufinucha) ist eine Vogelart aus der Familie der Zaunkönige (Troglodytidae), die in Mexiko im Bundesstaat Veracruz und dem nördlich angrenzenden Oaxaca endemisch ist. Der Bestand wird von der IUCN als nicht gefährdet (Least Concern) eingeschätzt. Die Art gilt als monotypisch.

## Merkmale
Der Veracruz-Zaunkönig erreicht eine Körperlänge von etwa 15,0 bis 19,0 cm. Erwachsene Tiere haben einen weißen Überaugenstreif sowie einen schwärzlichen Zügel und Augenstreif. Der Oberkopf ist schwärzlich, der Nacken und Rücken kastanienbraun, der Schulterbereich ist von schwarz-weißen länglichen Streifen durchzogen. Die Handschwingen, die Armschwingen und ihre Decken sind auffällig schwärzlich-braun gestreift. Die graubraunen Steuerfedern haben unklare dunklere Streifen, die äußersten drei Federn haben auffällige weiße Spitzen, die ins gräuliche Braun übergehen. Das Kinn und die Kehle sind weiß, mit schwachem schwarzen Bartstreif. Die Brust ist blass gelbbraun mit kleinen rundlichen bräunlich schwarzen Punkten. Der Bauch ist gelbbraunweiß und die Flanken mit unklar gezeichneten Streifen. Die Augen sind rötlich braun, der Schnabel dunkel hornfarben mit etwas blasserer Basis und bläulich grauen Beinen. Beide Geschlechter ähneln sich im Aussehen. Jungtiere ähneln ausgewachsenen Tieren, haben aber einen gelbraunweißen Überaugenstreif. Die Markierungen am Rücken sind etwas zerstreut. Das Rötlich am Rücken wirkt matter.

## Verhalten und Ernährung
Zur Ernährung des Veracruz-Zaunkönigs gehören überwiegend Wirbellose, doch erfordert das Ernährungsverhalten weitere Studien. Wahrscheinlich ernährt er sich auch vegetarisch inklusive Beeren. Gewöhnlich sucht er sein Futter paarweise oder in kleineren Gruppen. Meist ist dies in den unteren Straten.

## Lautäußerungen
Der Gesang des Veracruz-Zaunkönigs besteht aus einer längeren Serie satter glucksender Phrasen bestehend aus drei bis acht Tönen. Diese sind durchsetzt von härterem Geschnatter. Die Geschlechter singen im Duett. Die Stimmfärbung unterscheidet sich von den konspezifischen Arten Rostrücken-Zaunkönig (Campylorhynchus capistratus (Lesson, RP, 1842)) und Sclaterzaunkönig (Campylorhynchus humilis Sclater, PL, 1857). Der Alarmruf ist kurz und hart, ohne bekannte Unterschiede zu den konspezifischen Artgenossen.

## Fortpflanzung
Es ist praktisch nichts über die Brutbiologie des Veracruz-Zaunkönigs bekannt. Es könnte aber dem von C. capistratus und C. humilis ähneln.

## Verbreitung und Lebensraum
Der Veracruz-Zaunkönig bevorzugt trockene bis halbtrockene Gebiete mit trockenem Gestrüpp, speziell mit Opuntien. Dies beinhaltet auch Gebiete, in denen der Mensch nachhaltige Veränderungen vorgenommen hat. Er bewegt sich in Höhenlagen von Meeresspiegel bis 300 Metern.

## Migration
Es wird vermutet, dass der Veracruz-Zaunkönig ein Standvogel ist.

## Unterarten
Lange wurden C. capistratus und C. humilis als Unterarten des Veracruz-Zaunkönigs betrachtet. Im Jahr 2009 trennten Hernan Vazquez Miranda, Adolfo Gerardo Navarro Sigüenza und Kevin Erling Omland diese auf Basis von Mitochondrialer DNA-Analyse in eigenständige Arten auf.

## Etymologie und Forschungsgeschichte
Die Erstbeschreibung des Veracruz-Zaunkönigs erfolgte 1838 durch René Primevère Lesson unter dem wissenschaftlichen Namen Picolaptes rufinucha. Das Typusexemplar wurde von seinem Bruder Pierre Adolphe Lesson in Veracruz gesammelt. 1824 führte Johann Baptist von Spix die für die Wissenschaft neue Gattung Campylorhynchus ein. Dieser Name leitet sich von »campylos, camptō καμπυλος, καμπτω« für »gebogen, biegen« und »rhynkhos ῥυγχος« für »Schnabel« ab. Der Artname »rufinucha« leitet sich vom lateinischen »rufus« für »rötlich, rot« und »nuchalis, nuchus« für »vom Nacken, Nacken« ab.